# بلدة توسكارورا (ميشيغان)
توسكارورا (بالإنجليزية: Tuscarora Township, Michigan)‏ هي بلدة تقع بولاية ميشيغان في الولايات المتحدة. تبلغ مساحتها 108.7 (كم²)، وترتفع عن سطح البحر 181 م، بلغ عدد سكانها 3091 نسمة في عام تعداد الولايات المتحدة 2000 حسب إحصاء مكتب تعداد الولايات المتحدة وتصل الكثافة السكانية فيها 40.5 نسمة/كم2.

## وصلات خارجية
- http://www.tuscaroratwp.com/
- The US50 - Cities and Towns in Michigan State
- Michigan Cities and Towns, Facts, Map, Flag, Colleges, Government, and More